# Anamosa
Anamosa es una ciudad y capital del condado de Jones, Estado de Iowa, Estados Unidos. Según el censo de 2000 tenía una población de 5.494 habitantes.

## Demografía
Según el censo de 2000, había 5.494 personas, 1750 hogares y 1.135 familias residiendo en la localidad. La densidad de población era de 947,26 hab./km². Había 1.884 viviendas con una densidad media de 324,7 viviendas/km². El 90,70% de los habitantes eran blancos, el 6,06% afroamericanos, 0,71% amerindios, el 0,51% asiáticos, el 0,69% de otras razas, y el 1,33% pertenecía a dos o más razas. El 2,17% de la población eran hispanos o latinos de cualquier raza.
Según el censo, de los 1750 hogares, en el 30,6% había menores de 18 años, el 50,2% pertenecía a parejas casadas, el 11,9% tenía a una mujer como cabeza de familia, y el 35,1% no eran familias. El 29,7% de los hogares estaba compuesto por un único individuo, y el 14,9% pertenecía a alguien mayor de 65 años viviendo solo. El tamaño promedio de los hogares era de 2,35 personas, y el de las familias de 2,89.
La población estaba distribuida en un 19,7% de habitantes menores de 18 años, un 11,1% entre 18 y 24 años, un 35,5% de 25 a 44, un 19,3% de 45 a 64, y un 14,5% de 65 años o mayores. La media de edad era 36 años. Por cada 100 mujeres había 145,8 hombres. Por cada 100 mujeres de 18 años o más, había 158,8 hombres.
Los ingresos medios por hogar en la localidad eran de 33.284 dólares ($), y los ingresos medios por familia eran 39.702 $. Los hombres tenían unos ingresos medios de 31.938 $ frente a los 25.248 $ para las mujeres. La renta per cápita para la ciudad era de 18.585 $. El 8,1% de la población y el 7,1% de las familias estaban por debajo del umbral de pobreza. El 12,7% de los menores de 18 años y el 2,8% de los habitantes de 65 años o más vivían por debajo del umbral de pobreza.

## Geografía
Según la Oficina del Censo de los Estados Unidos, la localidad tiene un área total de 5,83 km², de los cuales 5,80 km² corresponden a tierra firme y el restante 0,03 km² a agua, que representa el 0,45% de la superficie total de la localidad.